# Khánh Thượng, Yên Mô
Khánh Thượng là một xã thuộc huyện Yên Mô, tỉnh Ninh Bình, Việt Nam.

## Địa lý
Xã Khánh Thượng nằm ở phía bắc huyện Yên Mô, cách trung tâm thành phố Hoa Lư 12 km, có vị trí địa lý:
- Phía đông giáp xã Khánh Dương
- Phía nam giáp xã Nam Sơn và xã Yên Thắng
- Phía tây giáp thành phố Tam Điệp
- Phía bắc giáp thành phố Hoa Lư.

Xã Khánh Thượng có diện tích 13,73 km², dân số năm 2023 là 13.359 người, mật độ dân số đạt 972 người/km².
Đây cũng là một xã nằm bên bờ sông Vạc, gần Quốc lộ 1. Xã này có quốc lộ 12B (tỉnh lộ 480 cũ) nối từ Quốc lộ 1 tại Mai Sơn qua thị trấn Yên Thịnh đến Quốc lộ 10 tại Lai Thành.

## Lịch sử
Ngày 10 tháng 12 năm 2024, Ủy ban Thường vụ Quốc hội ban hành Nghị quyết số 1318/NQ-UBTVQH15 về việc sắp xếp đơn vị hành chính cấp huyện, cấp xã của tỉnh Ninh Bình giai đoạn 2023 – 2025 (nghị quyết có hiệu lực từ ngày 1 tháng 1 năm 2025). Theo đó, sáp nhập toàn bộ 4,33 km² diện tích tự nhiên và quy mô dân số là 4.719 người của xã Mai Sơn vào xã Khánh Thượng.
Xã Khánh Thượng có 13,73 km² diện tích tự nhiên và quy mô dân số là 13.359 người.

## Kinh tế
Chợ Bến - Thôn Lam Sơn - Xã Khánh Thượng là một trong 7 chợ ở Yên Mô trong danh sách các chợ loại 1, 2, 3 ở Ninh Bình.
Đây cũng là xã được công nhận Anh hùng lực lượng vũ trang nhân dân Lưu trữ ngày 15 tháng 3 năm 2016 tại Wayback Machine ở Ninh Bình.

## Di tích
Hiện nay, trên đỉnh núi Sậu (thôn Tịch Trân, xã Khánh Thượng, huyện Yên Mô) còn cột cờ quân Tây Sơn năm nào, khi Ngô Văn Sở đem toàn quân rút vào đóng ở vùng Tam Điệp, lập đồn luỹ án ngữ con đường quân Thanh tiến vào Nam và chờ Quang Trung đem đại quân ra.